# سینه‌هلالی برازنده
سینه‌هلالی برازنده (نام علمی: Melanopareia elegans) نام یک گونه از سرده سینه‌هلالی‌ها است.